# Let Go (Sonohra)
Let Go è un singolo dei Sonohra estratto come secondo singolo dall'EP A Place for Us, pubblicato il 21 aprile 2011 dall'etichetta discografica Sony Records. Il brano è una versione in lingua inglese di Solo stasera, brano presente nel precedente album Metà.  Le musiche sono di Diego Fainello ed il testo è stato scritto da Alex Giarbini.
Il video musicale è stato pubblicato il 21 aprile 2011 sul canale ufficiale YouTubedel gruppo, dopo essere stato presentato in anteprima il 12 marzo presso l'Atlatico Live di Roma durante il concerto del duo. Il regista del video è Tiziano Zatachetto http://www.zatac.it, che ha girato il video a Verona, presso il circolo Enel. I due attori protagonisti del video sono Roberta Tenuti e Stefano Cherubini.

## Tracce
Download digitale
1. Let Go (Solo stasera) - 4:08

## Formazione
- Luca Fainello - voce
- Diego Fainello - voce
- Pietro Cuppone - chitarra
- Andy Eynaud - batteria
- Giancarlo Zucchi - tastiere
- Paolo Gialdi - basso